# Bahnstrecke Boston–Lowell
| Boston North Station (1890er Jahre), der auf dem Bild hintere Gebäudeteil mit dem Antennenturm ist das ursprüngliche Empfangsgebäude der Boston&Lowell. |                                                 |                                                       |                                                       |
| Streckenlänge: | 42 km                                           |                                                       |                                                       |
| Spurweite: | 1435 mm (Normalspur)                            |                                                       |                                                       |
| Zweigleisigkeit: | gesamte Strecke                                 |                                                       |                                                       |
| |                                                 |                                                       |                                                       |
| Gesellschaft: | MBTA                                            |                                                       |                                                       |
| Mitbenutzungsrecht: | gesamte Strecke: PAR, Boston–Wilmington: Amtrak |                                                       |                                                       |
| \| \| 0,00 \| Boston MA North Station \| Boston MA North Station \| \| \| \| Güterverbindungsbahn Boston \| \| \| \| \| Charles River \| (Hubbrücke) \| \| \| \| (alte Strecke) \| \| \| \| ? \| Güterbf. Charlestown \| Güterbf. Charlestown \| \| \| \| Strecke Boston–Fitchburg \| \| \| \| \| nach Revere und Wilmington Junction \| \| \| \| \| von East Boston \| \| \| \| 1,69 \| East Cambridge MA \| East Cambridge MA \| \| \| \| (alte Strecke) \| \| \| \| \| Anschluss Massport (Mystic Junction) \| \| \| \| 3,01 \| Prospect Hill (früher Walnut Street) \| Prospect Hill (früher Walnut Street) \| \| \| 3,89 \| Winter Hill (früher Somerville Center) \| Winter Hill (früher Somerville Center) \| \| \| 4,52 \| Somerville Junction MA (früher Somerville) \| Somerville Junction MA (früher Somerville) \| \| \| \| nach Lake Street \| \| \| \| 5,73 \| North Somerville MA (früher Willow Bridge) \| North Somerville MA (früher Willow Bridge) \| \| \| 6,45 \| Tufts College MA (früher College Hill, Stearns Steps) \| Tufts College MA (früher College Hill, Stearns Steps) \| \| \| 7,37 \| Medford Hillside MA (früher Medford Steps) \| Medford Hillside MA (früher Medford Steps) \| \| \| \| Mystic River \| \| \| \| \| Bay State Street Railway (High Street) \| \| \| \| 8,82 \| West Medford MA (früher Medford Gates) \| West Medford MA (früher Medford Gates) \| \| \| 11,81 \| Wedgemere MA (früher Bacons Bridge, Symmes Bridge) \| Wedgemere MA (früher Bacons Bridge, Symmes Bridge) \| \| \| 12,59 \| Winchester Center MA (BSS auf der Main St) \| Winchester Center MA (BSS auf der Main St) \| \| \| \| nach Wilmington \| \| \| \| 14,48 \| Winchester Heights MA (früher Winchester Highlands) \| Winchester Heights MA (früher Winchester Highlands) \| \| \| 15,71 \| Montvale MA (früher East Woburn) \| Montvale MA (früher East Woburn) \| \| \| \| nach Stoneham \| \| \| \| 16,79 \| Walnut Hill (früher Woburn) \| Walnut Hill (früher Woburn) \| \| \| \| Bay State Street Railway (Salem Street) \| \| \| \| \| Interstate 95 \| \| \| \| 18,72 \| Mishawum MA (früher North Woburn) \| Mishawum MA (früher North Woburn) \| \| \| ca. 20 \| Anderson RTC (Amtrak-Halt) \| Anderson RTC (Amtrak-Halt) \| \| \| 20,50 \| South Wilmington MA \| South Wilmington MA \| \| \| \| von Winchester (North Woburn Junction) \| \| \| \| \| Bay State Street Railway (Main Street) \| \| \| \| \| Bay State Street Railway (Burlington Avenue) \| \| \| \| 24,46 \| Wilmington MA \| Wilmington MA \| \| \| \| nach Wilmington Junction \| \| \| \| \| nach Agamenticus \| \| \| \| 26,72 \| Silver Lake MA \| Silver Lake MA \| \| \| \| Shawsheen River \| \| \| \| 30,93 \| East Billerica MA (früher Billerica&Tewksbury) \| East Billerica MA (früher Billerica&Tewksbury) \| \| \| \| Anschluss Billerica Shops \| \| \| \| \| von Bedford \| \| \| \| 35,07 \| North Billerica MA (früher Billerica Mills) \| North Billerica MA (früher Billerica Mills) \| \| \| 37,53 \| South Lowell MA \| South Lowell MA \| \| \| \| Interstate 495 \| \| \| \| \| Concord River \| \| \| \| \| New Yard (Güterbf.) \| \| \| \| \| von Lowell Junction und Lawrence \| \| \| \| 39,69 \| Bleachery \| Bleachery \| \| \| \| Verbindung von Lowell Jct. nach Framingham \| \| \| \| \| Bay State Street Railway (Gorham Street) \| \| \| \| \| von Framingham \| \| \| \| 41,12 \| Lowell MA Gallagher Terminal (früher Middlesex St.) \| Lowell MA Gallagher Terminal (früher Middlesex St.) \| \| \| \| Bay State Street Railway (Chelmsford Street) \| \| \| \| \| Bay State Street Railway (Middlesex Street) \| \| \| \| \| nach Nashua \| \| \| \| \| Pawtucket Canal (im Gleisdreieck) \| \| \| \| \| Beginn Museumsstraßenbahn \| \| \| \| ca. 42 \| Lowell MA Merrimack Street Station \| Lowell MA Merrimack Street Station \| \| \| \| (Straßenbahnmuseum) \| \| \| \| \| Hafenanschlussgleise \| \| |                                                 |                                                       |                                                       |
| Kopfbahnhof Streckenanfang | 0,00                                            | Boston MA North Station                               | Boston MA North Station                               |
| Abzweig geradeaus und ehemals von links |                                                 | Güterverbindungsbahn Boston                           | Güterverbindungsbahn Boston                           |
| Brücke über Wasserlauf |                                                 | Charles River                                         | (Hubbrücke)                                           |
| Verschwenkung nach rechts und ehemals nach links |                                                 | (alte Strecke)                                        | (alte Strecke)                                        |
| Dienststation / Betriebs- oder Güterbahnhof · Strecke (außer Betrieb) | ?                                               | Güterbf. Charlestown                                  | Güterbf. Charlestown                                  |
| Kreuzung links (Querstrecke außer Betrieb) · Kreuzung geradeaus unten (Strecke geradeaus außer Betrieb) |                                                 | Strecke Boston–Fitchburg                              | Strecke Boston–Fitchburg                              |
| Abzweig geradeaus und nach rechts · Strecke (außer Betrieb) |                                                 | nach Revere und Wilmington Junction                   | nach Revere und Wilmington Junction                   |
| Kreuzung geradeaus oben · Abzweig ehemals geradeaus und von rechts |                                                 | von East Boston                                       | von East Boston                                       |
| Strecke · ehemaliger Haltepunkt / Haltestelle | 1,69                                            | East Cambridge MA                                     | East Cambridge MA                                     |
| Verschwenkung von links und von rechts |                                                 | (alte Strecke)                                        | (alte Strecke)                                        |
| Abzweig geradeaus und ehemals von rechts |                                                 | Anschluss Massport (Mystic Junction)                  | Anschluss Massport (Mystic Junction)                  |
| ehemaliger Haltepunkt / Haltestelle | 3,01                                            | Prospect Hill (früher Walnut Street)                  | Prospect Hill (früher Walnut Street)                  |
| Dienststation / Betriebs- oder Güterbahnhof | 3,89                                            | Winter Hill (früher Somerville Center)                | Winter Hill (früher Somerville Center)                |
| ehemaliger Haltepunkt / Haltestelle | 4,52                                            | Somerville Junction MA (früher Somerville)            | Somerville Junction MA (früher Somerville)            |
| Abzweig geradeaus und ehemals nach links |                                                 | nach Lake Street                                      | nach Lake Street                                      |
| ehemaliger Bahnhof | 5,73                                            | North Somerville MA (früher Willow Bridge)            | North Somerville MA (früher Willow Bridge)            |
| ehemaliger Haltepunkt / Haltestelle | 6,45                                            | Tufts College MA (früher College Hill, Stearns Steps) | Tufts College MA (früher College Hill, Stearns Steps) |
| ehemaliger Haltepunkt / Haltestelle | 7,37                                            | Medford Hillside MA (früher Medford Steps)            | Medford Hillside MA (früher Medford Steps)            |
| Brücke über Wasserlauf |                                                 | Mystic River                                          | Mystic River                                          |
| Kreuzung (Querstrecke außer Betrieb) |                                                 | Bay State Street Railway (High Street)                | Bay State Street Railway (High Street)                |
| Haltepunkt / Haltestelle | 8,82                                            | West Medford MA (früher Medford Gates)                | West Medford MA (früher Medford Gates)                |
| Haltepunkt / Haltestelle | 11,81                                           | Wedgemere MA (früher Bacons Bridge, Symmes Bridge)    | Wedgemere MA (früher Bacons Bridge, Symmes Bridge)    |
| Turmbahnhof geradeaus oben (Querstrecke außer Betrieb) | 12,59                                           | Winchester Center MA (BSS auf der Main St)            | Winchester Center MA (BSS auf der Main St)            |
| Abzweig geradeaus und ehemals nach links |                                                 | nach Wilmington                                       | nach Wilmington                                       |
| ehemaliger Haltepunkt / Haltestelle | 14,48                                           | Winchester Heights MA (früher Winchester Highlands)   | Winchester Heights MA (früher Winchester Highlands)   |
| ehemaliger Bahnhof | 15,71                                           | Montvale MA (früher East Woburn)                      | Montvale MA (früher East Woburn)                      |
| Abzweig geradeaus und ehemals nach rechts |                                                 | nach Stoneham                                         | nach Stoneham                                         |
| Dienststation / Betriebs- oder Güterbahnhof | 16,79                                           | Walnut Hill (früher Woburn)                           | Walnut Hill (früher Woburn)                           |
| Kreuzung geradeaus unten (Querstrecke außer Betrieb) |                                                 | Bay State Street Railway (Salem Street)               | Bay State Street Railway (Salem Street)               |
| Strecke mit Straßenbrücke |                                                 | Interstate 95                                         | Interstate 95                                         |
| Haltepunkt / Haltestelle | 18,72                                           | Mishawum MA (früher North Woburn)                     | Mishawum MA (früher North Woburn)                     |
| Bahnhof | ca. 20                                          | Anderson RTC (Amtrak-Halt)                            | Anderson RTC (Amtrak-Halt)                            |
| Dienststation / Betriebs- oder Güterbahnhof | 20,50                                           | South Wilmington MA                                   | South Wilmington MA                                   |
| Abzweig geradeaus und von links |                                                 | von Winchester (North Woburn Junction)                | von Winchester (North Woburn Junction)                |
| Kreuzung geradeaus unten (Querstrecke außer Betrieb) |                                                 | Bay State Street Railway (Main Street)                | Bay State Street Railway (Main Street)                |
| Kreuzung geradeaus unten (Querstrecke außer Betrieb) |                                                 | Bay State Street Railway (Burlington Avenue)          | Bay State Street Railway (Burlington Avenue)          |
| Bahnhof | 24,46                                           | Wilmington MA                                         | Wilmington MA                                         |
| Abzweig geradeaus und nach rechts |                                                 | nach Wilmington Junction                              | nach Wilmington Junction                              |
| Abzweig geradeaus und ehemals nach rechts |                                                 | nach Agamenticus                                      | nach Agamenticus                                      |
| ehemaliger Haltepunkt / Haltestelle | 26,72                                           | Silver Lake MA                                        | Silver Lake MA                                        |
| Brücke über Wasserlauf |                                                 | Shawsheen River                                       | Shawsheen River                                       |
| ehemaliger Bahnhof | 30,93                                           | East Billerica MA (früher Billerica&Tewksbury)        | East Billerica MA (früher Billerica&Tewksbury)        |
| Abzweig geradeaus und nach links |                                                 | Anschluss Billerica Shops                             | Anschluss Billerica Shops                             |
| Abzweig geradeaus und von links |                                                 | von Bedford                                           | von Bedford                                           |
| Bahnhof | 35,07                                           | North Billerica MA (früher Billerica Mills)           | North Billerica MA (früher Billerica Mills)           |
| ehemaliger Haltepunkt / Haltestelle | 37,53                                           | South Lowell MA                                       | South Lowell MA                                       |
| Strecke mit Straßenbrücke |                                                 | Interstate 495                                        | Interstate 495                                        |
| Brücke über Wasserlauf |                                                 | Concord River                                         | Concord River                                         |
| ehemaliger Dienststation / Betriebs- oder Güterbahnhof |                                                 | New Yard (Güterbf.)                                   | New Yard (Güterbf.)                                   |
| Abzweig geradeaus und von rechts |                                                 | von Lowell Junction und Lawrence                      | von Lowell Junction und Lawrence                      |
| Dienststation / Betriebs- oder Güterbahnhof | 39,69                                           | Bleachery                                             | Bleachery                                             |
| Kreuzung geradeaus oben (Querstrecke außer Betrieb) |                                                 | Verbindung von Lowell Jct. nach Framingham            | Verbindung von Lowell Jct. nach Framingham            |
| Kreuzung geradeaus oben (Querstrecke außer Betrieb) |                                                 | Bay State Street Railway (Gorham Street)              | Bay State Street Railway (Gorham Street)              |
| Abzweig geradeaus, nach links und von links |                                                 | von Framingham                                        | von Framingham                                        |
| Bahnhof | 41,12                                           | Lowell MA Gallagher Terminal (früher Middlesex St.)   | Lowell MA Gallagher Terminal (früher Middlesex St.)   |
| Kreuzung geradeaus unten (Querstrecke außer Betrieb) |                                                 | Bay State Street Railway (Chelmsford Street)          | Bay State Street Railway (Chelmsford Street)          |
| Kreuzung geradeaus unten (Querstrecke außer Betrieb) |                                                 | Bay State Street Railway (Middlesex Street)           | Bay State Street Railway (Middlesex Street)           |
| Abzweig ehemals geradeaus, nach links und ehemals von links |                                                 | nach Nashua                                           | nach Nashua                                           |
| Brücke über Wasserlauf (Strecke außer Betrieb) |                                                 | Pawtucket Canal (im Gleisdreieck)                     | Pawtucket Canal (im Gleisdreieck)                     |
| |                                                 | Beginn Museumsstraßenbahn                             |                                                       |
| Kopfbahnhof Strecke ab hier außer Betrieb | ca. 42                                          | Lowell MA Merrimack Street Station                    | Lowell MA Merrimack Street Station                    |
| Strecke (außer Betrieb) |                                                 | (Straßenbahnmuseum)                                   | (Straßenbahnmuseum)                                   |
| Strecke (außer Betrieb) |                                                 | Hafenanschlussgleise                                  | Hafenanschlussgleise                                  |

Die Bahnstrecke Boston–Lowell ist eine Eisenbahnstrecke in Massachusetts (Vereinigte Staaten). Sie ist rund 42 Kilometer lang und verbindet die Städte Boston, Somerville, Medford, Winchester, Woburn, Wilmington, Billerica und Lowell. Die normalspurige Strecke gehört heute der Massachusetts Bay Transportation Authority, die den Personenverkehr betreibt. Außerdem verkehren Güterzüge der Pan Am Railways, die ein Mitbenutzungsrecht für die Strecke besitzt. Zwischen Boston und Wilmington befahren die Strecke außerdem die „Downeaster“-Expresszüge der Amtrak. Das in den 1970er Jahren stillgelegte Endstück der Strecke im Zentrum von Lowell befährt heute eine Museumsstraßenbahn im Lowell National Historical Park.

## Geschichte
Nachdem sich in Lowell Anfang des 19. Jahrhunderts eine Vielzahl von Fabriken, insbesondere der Textilindustrie, angesiedelt hatten, suchte man nach einer Möglichkeit, Waren und Rohstoffe zu transportieren, die nicht wie der Middlesex Canal wetterabhängig und schneller als der Transport mit Fuhrwerken war. Bereits am 5. Juni 1830 erhielt daher die Boston and Lowell Railroad eine Konzession zum Bau und Betrieb einer Eisenbahnstrecke von der Hafenstadt Boston nach Lowell. Die Bahngesellschaft wurde am 19. März 1831 formal aufgestellt und begann kurz darauf mit den Bauarbeiten. Am 24. Juni 1835 ging die Gesamtstrecke in Betrieb. Da man eine möglichst kurven- und steigungsarme Strecke wollte, führte die Trasse weit abseits der Ortszentren der auf dem Weg liegenden Ortschaften Cambridge, Medford, Woburn, Stoneham und Billerica vorbei. Diese Orte mussten später durch Zweigstrecken angebunden werden. Zwischenstationen gab es daher zunächst nicht.
Anfangs besaß die Strecke einen Granitunterbau, auf dem die Schienen befestigt wurden. Da dies zu einer erheblichen Querinstabilität der Gleise führte, was eine Fahrgeschwindigkeit, wie man sie geplant hatte, nicht möglich machte, wurde schon nach wenigen Jahren die gesamte Strecke auf die heute noch übliche Bauweise mit Querschwellen umgebaut. Bis 1841 baute man die Strecke zweigleisig aus und 1842 wurden auch die ersten Zwischenstationen eingeführt. Nachdem das Hauptstreckennetz im Nordosten der USA in den 1850er Jahren weitgehend fertiggestellt war, befuhren die Strecke nicht nur Vorortzüge aus Boston, sondern auch zahlreiche Expresszüge, die von Boston aus in Richtung New Hampshire, Vermont und Kanada verkehrten. Lediglich der Endbahnhof in Lowell an der Merrimack Street besaß nur noch rein regionalen Charakter, da die nach Norden abführenden Strecken bereits an der Middlesex Street abzweigten und die nach Norden durchlaufenden Züge nach der Eröffnung des neuen Bahnhofs an der Middlesex Street nicht mehr an der Merrimack Street hielten. Lediglich in Lowell endende Vorortzüge fuhren noch bis Anfang des 20. Jahrhunderts in den alten Bahnhof, der danach zum Güterbahnhof umfunktioniert wurde. Erst mit der Stilllegung der Hafenanschlüsse in den 1970er Jahren wurde dieser Streckenabschnitt im Zentrum Lowells stillgelegt. Heute fährt die Museumsstraßenbahn des Lowell National Historical Park auf der früheren Eisenbahntrasse. Im Juni 1873 eröffnete die Boston&Lowell eine Hafenanschlussbahn in Boston, die südlich des Haltepunkts Prospect Hill abzweigte und nach Osten bis zu den Hafenanlagen Mystic Wharf (heute Massport) führte. Diese Strecke dient heute nur noch abschnittsweise als Anschlussgleis. Die Mystic River Railroad Company hatte am 25. Mai 1853 die Konzession für diese Strecke erhalten, begann jedoch nicht mit den Bauarbeiten. Die Boston&Lowell kaufte diese Gesellschaft und die Konzession am 15. Dezember 1871.
Die Betriebsführung der Strecke ging 1887 auf die Boston and Maine Railroad über, die die Boston&Lowell gepachtet hatte. Von 1955 bis 1957 legte die Bahngesellschaft die Strecke im Stadtgebiet von Winchester höher und ersetzte damit einige Bahnübergänge durch Unterführungen. Gleichzeitig wurden die Stationen Wedgemere und Winchester Center erneuert. 1976 kaufte die Massachusetts Bay Transportation Authority (MBTA) die Strecke, überließ jedoch zunächst der Boston&Maine die Durchführung des Vorortverkehrs. Die Boston&Maine erhielt ein Mitbenutzungsrecht auch für den Güterverkehr, der ab 1979 stark anstieg, nachdem die Güterzüge in Richtung Fitchburg über Lowell geleitet wurden. Den Güterverkehr betreibt seit 1983 die Guilford Transportation, die die Boston&Maine übernommen hatte und die seit 2006 unter dem Namen Pan Am Railways firmiert. Da die Guilford Transportation keinen Personenverkehr betreiben wollte, übergab sie die Betriebsführung der Vorortzüge an die Amtrak. Seit 2001 betreibt diese auch den Downeaster, der über Wilmington nach Portland verkehrt. 2003 übernahm die MBTA selbst die Durchführung des Vorortverkehrs nach Lowell.

## Streckenbeschreibung

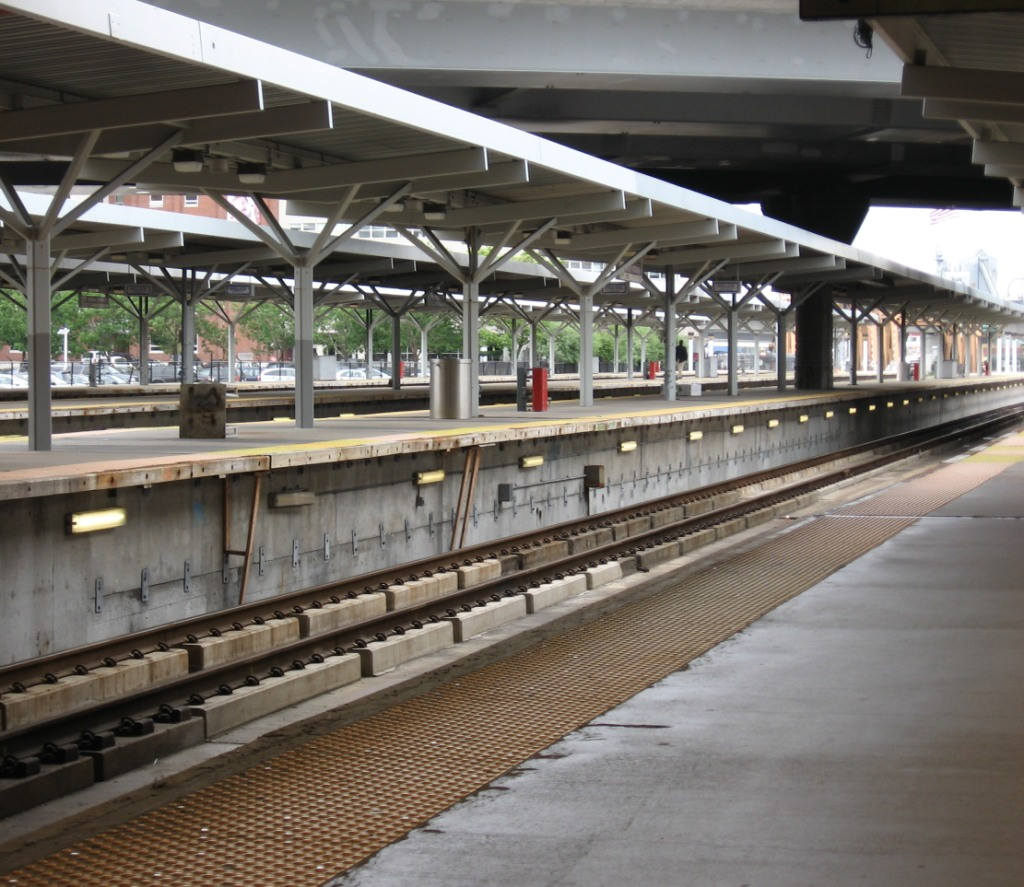
Boston North Station.

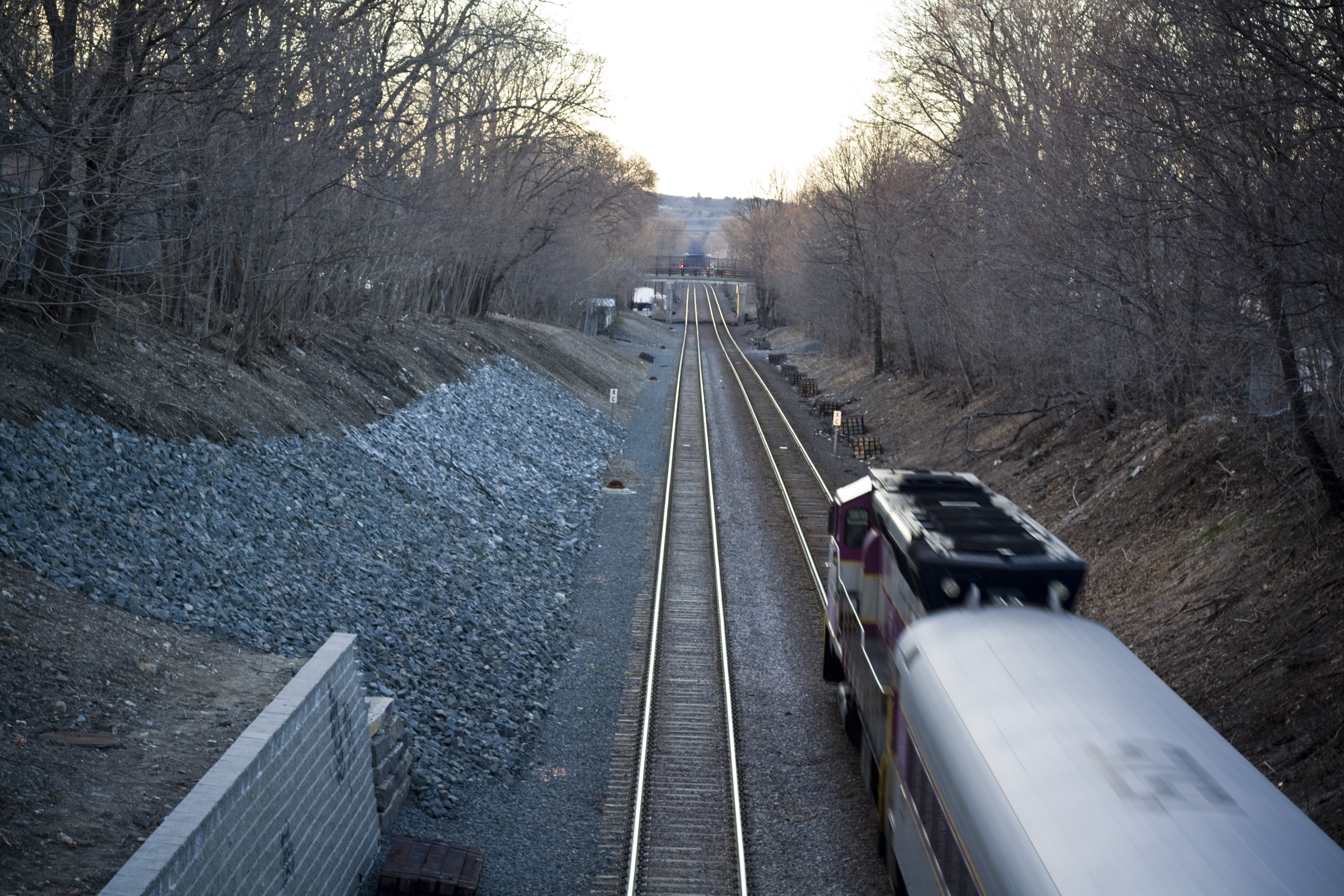
MBTA-Zug in Richtung Lowell in Medford (Brücke der Winthrop Street), 13. April 2009.

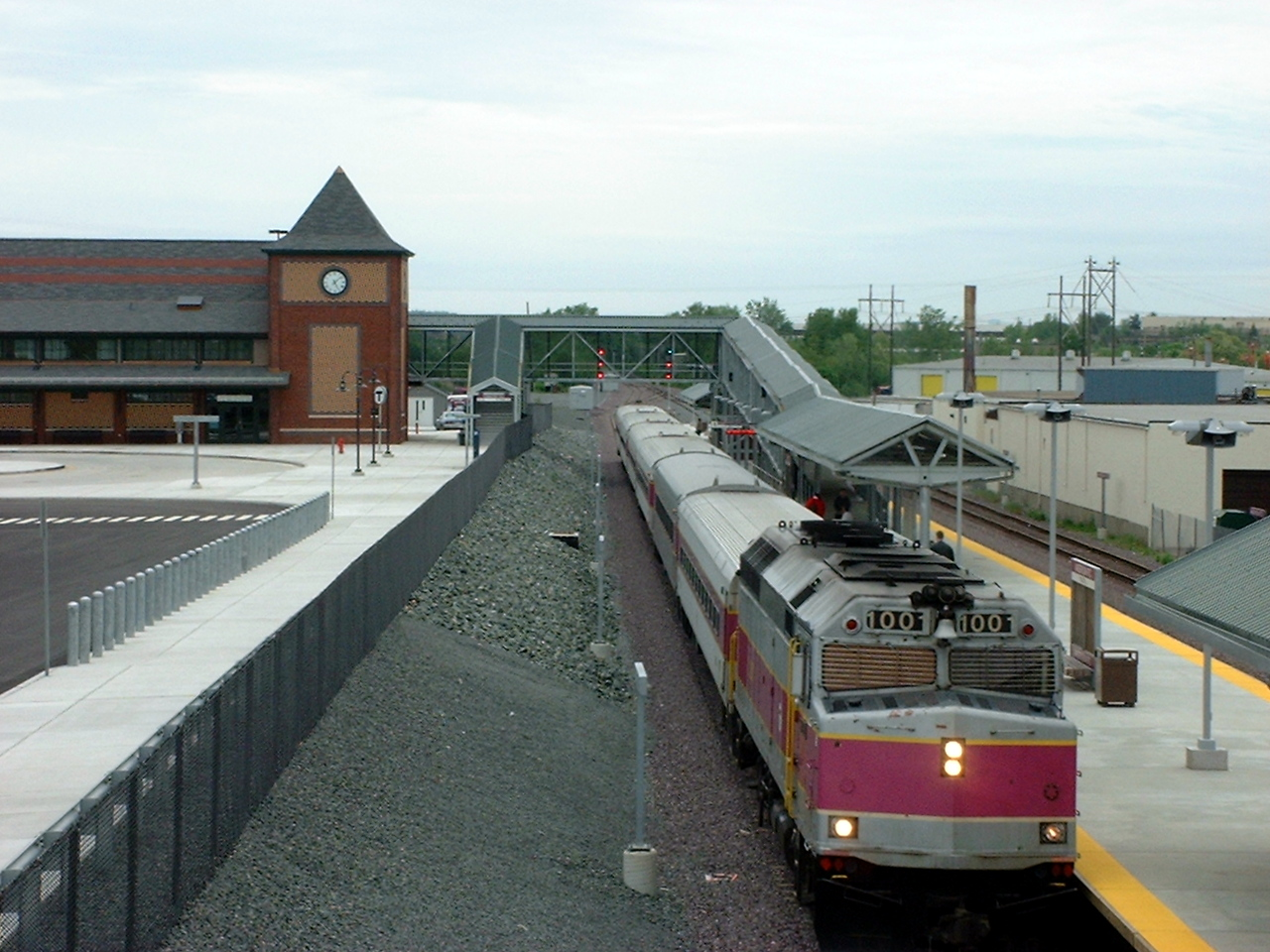
Anderson RTC mit einem MBTA-Zug Richtung Lowell.

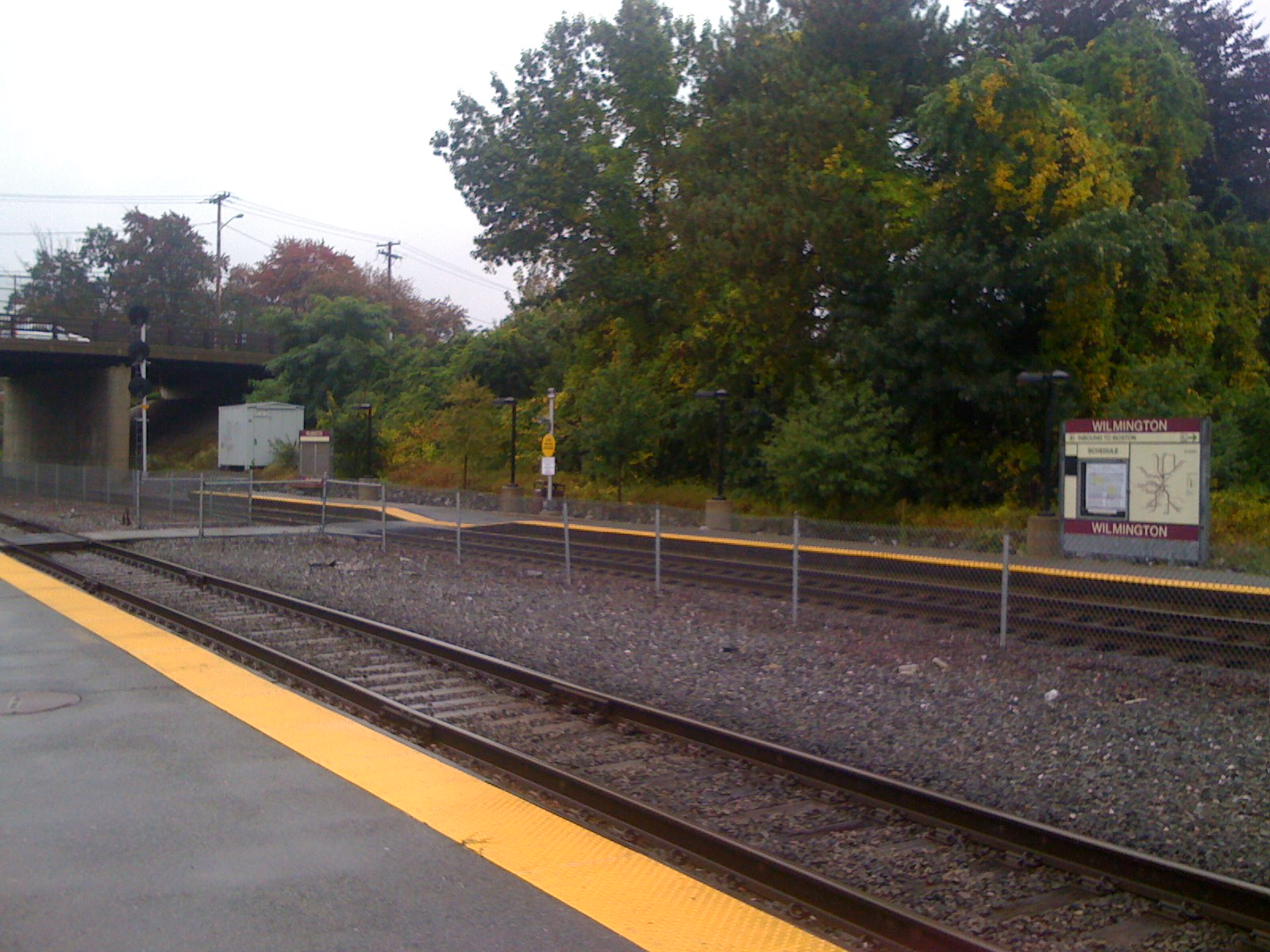
Bahnhof Wilmington.

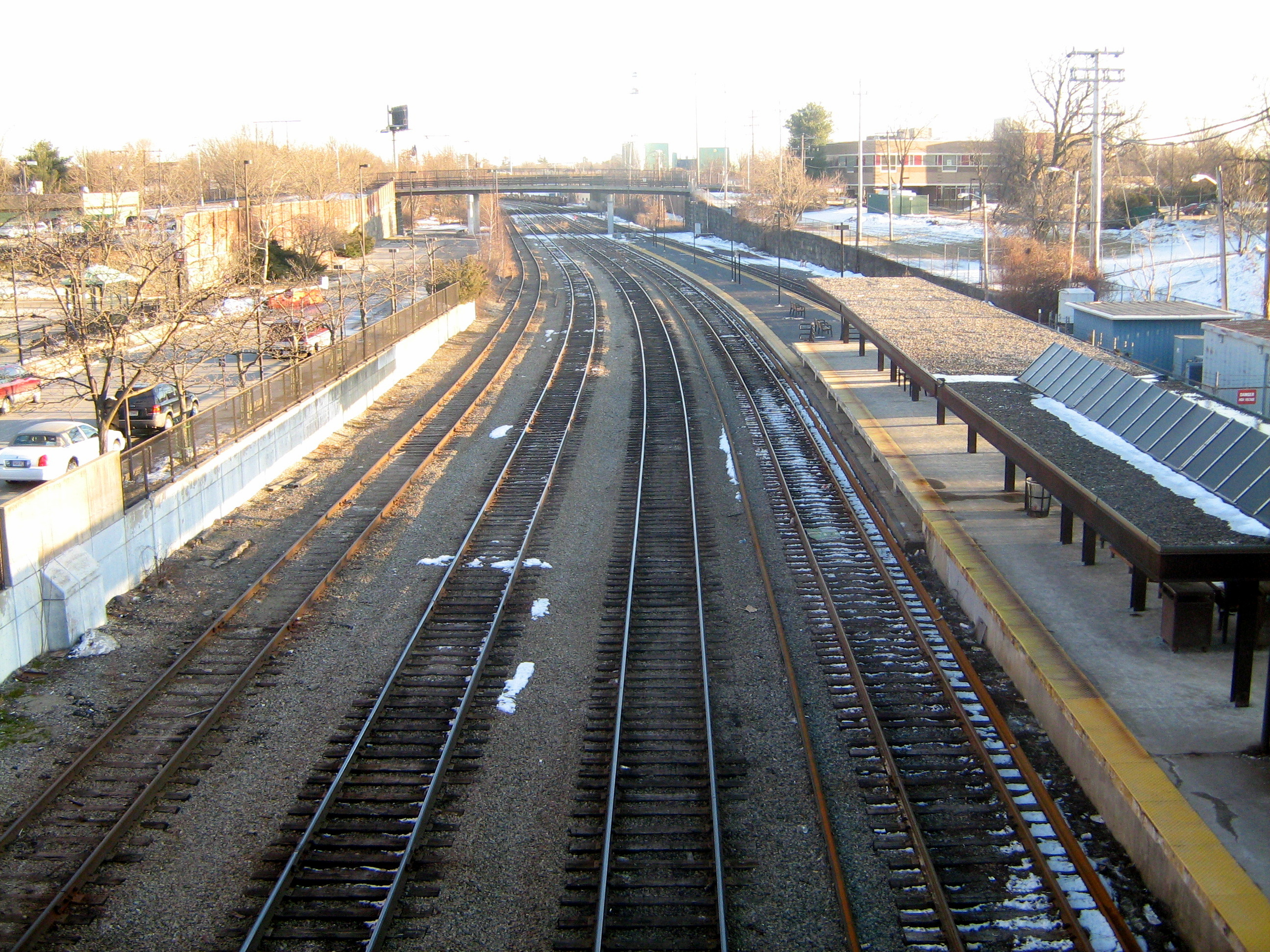
Lowell Gallagher Terminal.

Die Strecke beginnt in der 1893 eröffneten Boston North Station. Der Bahnhof der Boston&Lowell befand sich am westlichen Ende des Geländes. Das ursprüngliche Empfangsgebäude der Strecke war erst 1878 durch einen Neubau ersetzt worden, der beim Bau der North Station im neuen Empfangsgebäudekomplex aufging. 1928 wurde der gesamte Komplex abgerissen und ein neues Empfangsgebäude gebaut. Die Strecke verlässt den Bahnhof in nordwestlicher Richtung und überquert zunächst den Charles River. Die ursprüngliche Trasse, die noch bis Ende des 20. Jahrhunderts genutzt wurde, zweigte hier ab und umfuhr den Güterbahnhof Charlestown südlich. Die Strecke unterquerte dann die Hauptstrecke nach Fitchburg. Heute fahren die Züge nördlich um den Güterbahnhof herum und über eine zweigleisige Querverbindung. Dort wo die beiden Trassen wieder zusammentreffen, zweigte ab Juni 1873 der Mystic River Branch ab, die Hafenbahn von Charlestown. Die Gleisverbindung zur Lowell-Strecke ist abgebaut, die Hafenbahn selbst jedoch noch abschnittsweise als Anschlussgleis in Betrieb. Durch das Stadtgebiet von Somerville hindurch führt die Strecke nun weiter in nordwestliche Richtung. Personenhalte gibt es hier jedoch bereits seit den 1960er Jahren nicht mehr. Am früheren Bahnhof Somerville Junction zweigte eine Verbindungsstrecke nach Cambridge ab, die bis 1979 durch die Güterzüge in Richtung Fitchburg genutzt wurde.
Wenige Kilometer weiter ist die Stadt Medford erreicht, wo sich heute der erste Personenhalt entlang der Strecke befindet. Kurz darauf biegt die Strecke in Richtung Nordosten ab und führt durch Winchester, wo an den Haltepunkten Wedgemere und Winchester Center die Vorortzüge der MBTA halten. Am Bahnhof Winchester Center zweigte eine Zweigstrecke ab, die durch das Zentrum von Woburn führte und nördlich der Stadt in Wilmington wieder in die Hauptstrecke in Richtung Lowell mündete. Im weiteren Verlauf erreicht die Trasse den Abzweigbahnhof Montvale, wo einst eine Stichstrecke nach Stoneham abführte. Der Bahnhof befindet sich zwar im Stadtgebiet von Woburn, jedoch weit abseits des Zentrums. Hier biegt die Strecke nach Lowell wieder in Richtung Nordwesten ab und durchquert den Norden Woburns. In einem Industriegebiet befindet sich der Haltepunkt Mishawum nahe dem gleichnamigen See. Er wird nur im Berufsverkehr bedient. Der wichtigste Unterwegsbahnhof ist kurz darauf erreicht, das im April 2001 eröffnete Anderson Regional Transportation Center. Hier halten neben den MBTA-Vorortzügen auch die Downeaster-Züge der Amtrak. Einige Vorortzüge von Boston enden hier im Berufsverkehr.
Unmittelbar nach dem Bahnhof überquert die Bahnstrecke die Stadtgrenze nach Wilmington. Am Bahnhof Wilmington zweigte von 1836 bis 1848 die ursprüngliche Hauptstrecke der Boston&Maine ab. Nachdem die Boston&Maine eine eigene Strecke nach Boston gebaut hatte, wurde sie jedoch in Wilmington stillgelegt. Erst 1874 baute die Boston&Lowell eine eigene Bahn zur Boston&Maine-Hauptstrecke, die parallel zur alten Trasse nach Wilmington Junction führt und ebenfalls im Bahnhof Wilmington abzweigt. Die Hauptstrecke nach Lowell führt weiter in nordwestliche Richtung durch dünn besiedeltes Land und erreicht kurz darauf Billerica. Hier befindet sich eine wichtige Eisenbahnwerkstätte, die Billerica Shops, zu der ein Verbindungsgleis abzweigt. Kurz vor dem Bahnhof North Billerica mündet die Strecke aus Richtung Bedford ein, die von 1877 bis 1878 als Schmalspurbahn in der Spurweite von zwei Fuß (610 mm) betrieben worden war und erst später durch eine Normalspurstrecke ersetzt wurde.
Kurz darauf ist das Stadtgebiet von Lowell erreicht. Die Strecke überquert zunächst den Concord River und mündet dann in den Güterbahnhof Bleachery, wo auch die zweigleisige Strecke von Lowell Junction, die stillgelegte Strecke von Lawrence sowie die Strecke von Framingham in die Hauptstrecke einmünden. Das Gleisfeld des Güterbahnhofs geht nahtlos in den Personenbahnhof Charles A. Gallagher Transit Terminal über, wo die Vorortzüge der MBTA enden. Diese Station war 1983 eröffnet worden und ersetzte die frühere Middlesex Street Station an fast gleicher Stelle. Die ursprüngliche Strecke nach Lowell führte weiter über den Pawtucket Canal und entlang des Merrimack Canal ins Zentrum der Stadt, wo unmittelbar neben dem alten Rathaus der Endbahnhof Merrimack Street Station erreicht war. Dieses Areal gehört heute zum Museumskomplex des Lowell National Historical Park. Im Bahnhofsgelände befindet sich das Straßenbahnmuseum.

## Personenverkehr
Seit jeher spielt der Personenverkehr eine wichtige Rolle auf der Strecke nach Lowell. 1869 befuhren die Strecke zwei Expresszüge sowie sieben Personenzüge nach Lowell und teilweise weiter in Richtung Norden. Dazu kamen neun Züge nach Woburn, die bis Winchester auf der Strecke verkehrten, und zwei Züge nach Stoneham, die die Strecke von Boston bis Montvale benutzten. Nach der Eröffnung der Zweigstrecke nach Wilmington Junction 1874 wurden Zugläufe über diese Strecke nach Lawrence eingeführt. 1881 verließen Boston 38 Züge, die auf die Strecke in Richtung Lowell fuhren. Von diesen verkehrten elf Züge nur bis Somerville Junction, wo sie in Richtung Arlington abbogen, acht Züge fuhren bis Winchester und weiter nach Woburn, fünf über Montvale nach Stoneham, einer über Wilmington nach Lawrence und sieben Züge endeten in Lowell. Sechs Züge fuhren weiter in Richtung New Hampshire. Sonntags fuhren nur drei Züge nach Lowell, von denen einer weiter nach Norden verkehrte.
Schon kurz darauf, mit der Übernahme der Eisenbahnen in New Hampshire Mitte der 1880er Jahre, wurden zahlreiche neue Expresszugläufe eingeführt. 1916 verkehrten an Werktagen zwölf und sonntags vier Expresszüge in Richtung New Hampshire, dazu kamen täglich drei Personenzüge nach New Hampshire, die zwischen Boston und Lowell ebenfalls an vielen Stationen nicht hielten. Im Nahverkehr benutzten die Strecke ab Boston montags bis freitags 56, samstags 60 und sonntags 14 Züge. Nur vier, samstags fünf, dieser Züge fuhren bis Lowell, die übrigen bogen in Somerville Junction, Winchester, Montvale oder Wilmington auf die Zweigstrecken ab. Die meisten der Nahverkehrszüge, die nach Wilmington und Lowell verkehrten, fuhren dabei über Woburn und nicht über Montvale. 
Das Zugangebot verringerte sich mit der Zunahme des Individualverkehrs und 1960 standen an Wochentagen nur noch fünf Expresszüge in Richtung New Hampshire, acht Züge nach Lowell, acht Züge nach Wilmington und weiter in Richtung Haverhill sowie 22 Züge über Winchester nach Woburn, ein Zug nach Winchester und ein Zug nach Wedgemere zur Verfügung. Die Vorortzüge nach Haverhill verkehrten von 1959 bis 1979 über die Strecke, danach nur noch einzelne Zugläufe im Berufsverkehr. Durch zunehmende Besiedlung der Vororte ist der Pendlerverkehr von Lowell nach Boston wieder stärker geworden. Die MBTA bietet 2010 an Wochentagen 26 Züge auf der Lowell-Linie an, von denen vier nur bis Anderson/Woburn fahren, alle übrigen 22 Züge enden in Lowell. Zusätzlich verkehren in Richtung Boston im Berufsverkehr fünf Züge von Haverhill kommend über Wilmington. In der Gegenrichtung steht auf dieser Relation nur ein Zug zur Verfügung. Am Wochenende fahren acht Züge von Boston nach Lowell und zurück. Die Amtrak befährt die Strecke zwischen Boston und Wilmington fünfmal täglich mit dem Downeaster nach Portland.